# کالاراشی
شهر کالاراشی (به رومانیایی: Călăraşi) در شهرستان کالاراشی در کشور رومانی واقع شده‌است. جمعیت این شهر ۷۰٬۰۳۹ نفر است. در ارتفاع ۱۳ متر از سطح دریا واقع شده‌است.